# Eulophia amblyosepala
Eulophia amblyosepala là một loài thực vật có hoa trong họ Lan. Loài này được (Schltr.) Butzin mô tả khoa học đầu tiên năm 1975.